# Деалу Ђеоађулуј (Алба)
Деалу Ђеоађулуј (рум. Dealu Geoagiului) насеље је у Румунији у округу Алба у општини Интрегалде. Oпштина се налази на надморској висини од 792 m.

## Становништво
Према подацима из 2002. године у насељу је живело 82 становника, од којих су сви румунске националности.